# 林友彦
林 友彦（はやし ともひこ）は、日本のゲームブック作家。また、ゲーム作家。ゲームブック以外にも、パソコン通信サービスPC-VANでオンラインRPGフォーラムを主宰。セッションを行う過程で作成したソフトを公開していた。
主宰していたPC-VANのコーナー名は「PC-VAN「オンラインマガジン」TRPGフォーラム」で、ジャンプコードは「jOLM」 。

## 書籍リスト
- 『ネバーランドのリンゴ』 - 1986年7月4日初版 イラスト: 西尾誠 東京創元社 ISBN 4-488-90401-7
- 『ガルシアの髑髏』 - 1986年10月15日初版 イラスト: 林友彦・横山宏 エム・アイ・エー ISBN 4-87170-063-1
- 『時空の旅人』 - 1986年12月1日初版 原著：眉村卓 角川書店 ISBN 4-04-168001-8
- 『ニフルハイムのユリ』 - 1987年7月28日初版 イラスト: 米田仁士 東京創元社 ISBN 4-488-90402-5
- 『ウルフヘッドの誕生』 - 1989年2月17日初版 イラスト: 米田仁士 東京創元社 ISBN 4-488-90403-3
- 『ウルフヘッドの逆襲』 - 1989年6月5日初版 イラスト: 米田仁士 東京創元社 ISBN 4-488-90404-1
- 『ネバーランドのカボチャ男』 - 1990年6月15日初版 イラスト: 若菜等 東京創元社 ISBN 4-488-90405-X

## RPG関連ソフト
本節の出典
- 他のOS用/JAVA・JAVA Script
  - toys インタープリター
- Windows3.1/ゲーム
  - SHOW - 小型軽量マルチメディアビューア
  - IV_MAKE - SHOW.EXE用 イベント作成マニュアル
  - エメラルドの涙 - 3Dのダンジョンアドベンチャーゲーム
  - ねこあくび - お気楽ソフト + 小型マルチメディアビューア SHOW用デモ
- MS-DOSまたは汎用/ゲーム
  - SHOW98 - SHOW.EXE用のイベント(ハイパーテキスト/.BMP/3DRPG)をDOS上でプレイ
- Windows3.1/ゲーム
  - ガルシアの髑髏 - パソコンでゲームブックを楽しむ
  - PROBES - サイキック・ファンタジー・イラストーリー
- MS-DOSまたは汎用/ゲーム
  - AVALON - 3Dソリッド、シナリオ差し替え方式RPG
  - 悪霊の谷 - AVALON シナリオvol.1 「悪霊の谷」
  - クスクケムスの遺産 - AVALON シナリオvol.2 「クスクケムスの遺産」
  - 悪霊の谷 ヒント集 - AVALON シナリオvol.1 「悪霊の谷」ヒント集
  - クスクケムスの遺産 ヒント集 - AVALON シナリオvol.2 「クスクケムスの遺産」ヒント集 付録(第三シナリオヒント集)
  - ティトーの舞姫 - AVALON シナリオvol.3 「ティトーの舞姫